# Дагни
Дагни (таб. Дагьни) — село в Табасаранском районе Республики Дагестан (Россия). Входит в состав сельского поселения Сельсовет Гурикский.

## География
Село расположено в 2,5 км. к юго-западу от административного центра района - с. Хучни. Граничит с селениями Акка, Гюгряг, Куваг.

## Население
| 1895 | 1926 | 1939 | 1970 | 1989 | 2002 | 2010 |
| ---- | ---- | ---- | ---- | ---- | ---- | ---- |
| 160  | ↗166 | ↗184 | ↗217 | ↗257 | ↗374 | ↘315 |
| 2021 |      |      |      |      |      |      |
| ↘301 |      |      |      |      |      |      |